# Rokszyce (Basses-Carpates)
Pour les articles homonymes, voir Rokszyce.

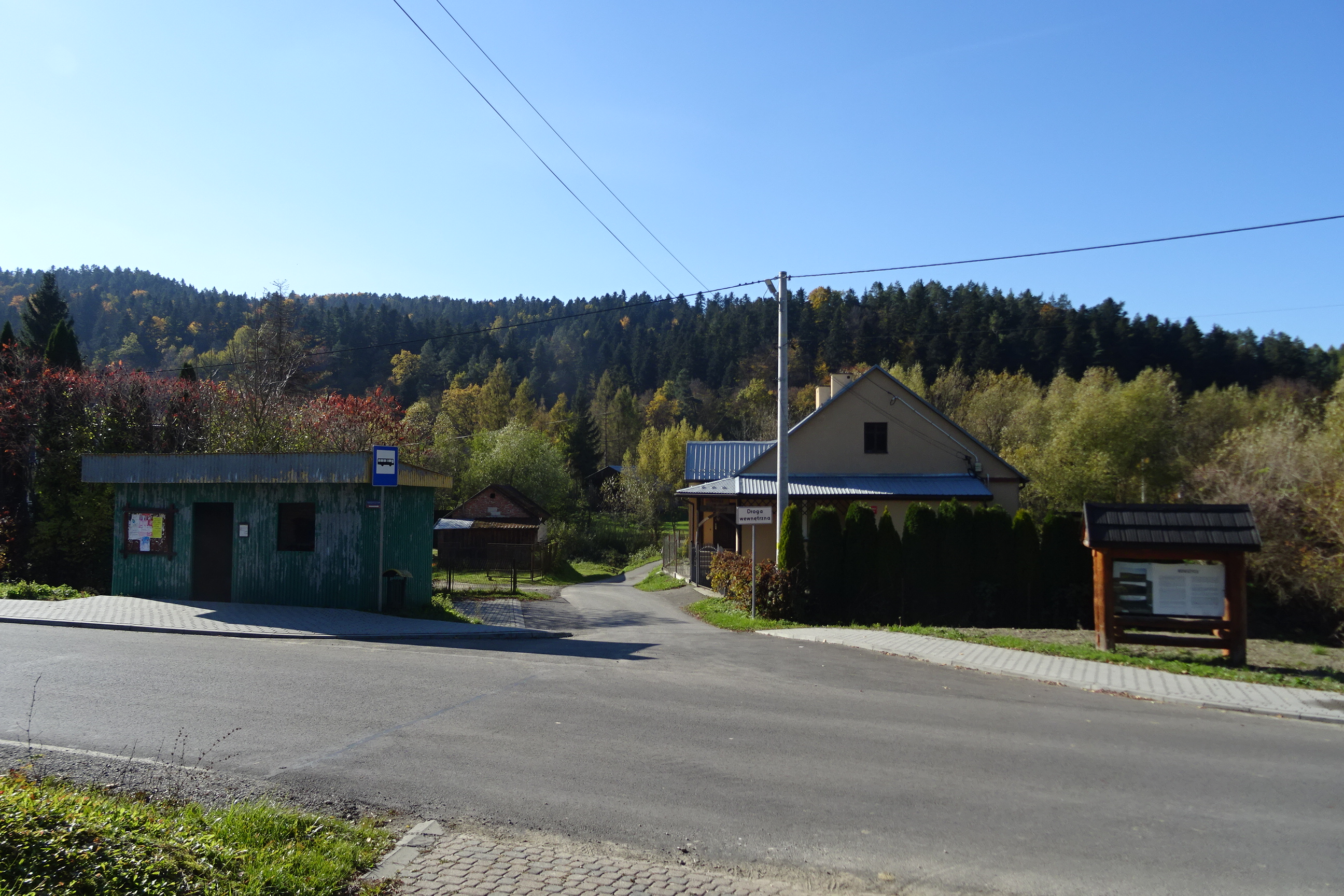
Rokszyce

Rokszyce est une localité polonaise de la gmina de Krasiczyn, située dans le powiat de Przemyśl en voïvodie des Basses-Carpates.